# فينغجين
فينغجين (بالصينية: 丰镇市) هي مدينة على مستوى مقاطعة، في الصين، تقع في اولانتشاب، بلغ عدد سكانها 245,608 نسمة وذلك حسب إحصائيات سنة 2010، تبلغ مساحتها 2,704 كيلومتر مربع، رمزها البريدي هو 012100.

## التقسيمات الإدارية
- Guantunbao Township  [لغات أخرى]‏.